# Грузино-индийские отношения
Грузино-индийские отношения — отношения между Грузией и Индией. Грузия имеет собственное посольство в Нью-Дели. Посольство Индии в Ереване одновременно аккредитовано в Грузии.

## История
Связи между народами Грузии и Индии установились ещё в древности. Это можно заметить в грузинских народных легендах, где заметно влияние Панчатантры. Сохранились сведения о путешествии в средневековье грузинских миссионеров, путешественников и торговцев в Индию. Некоторые грузины даже служили при дворе Великих Моголов. Удайпури Бегум, одна из жён императора Моголов Аурангзеба, имела грузинские корни.
В 1955 году, во время рабочей поездки в СССР, Джавахарлал Неру, первый премьер-министр Индии, посетил Тбилиси и встретился с грузинским индологом Акой Морчиладзе. В 1976 году город посетила Индира Ганди. В июне 1978 года Грузинскую ССР посетил министр иностранных дел Атал Бихари Ваджпаи.
26 декабря 1991 года Индия официально признала Грузию. Дипломатические отношения между странами установлены 28 сентября 1992 года. В мае 2000 года министр иностранных дел Грузии Ираклий Менагаришвили посетил индийскую столицу Нью-Дели. Это был первый дипломатический визит в истории отношений двух стран после 1991 года.

## Современность

### Торговля
Товарооборот между Грузией и Индией в 2015 году составил 107,04 млн. долларов США, незначительно снизившись с 105,02 млн долл. США в предыдущем периоде. Индия экспортировала в Грузию товаров на сумму 82,57 млн долларов и импортировала 24,47 млн долларов. Основными товарами, экспортируемыми Индией в Грузию, являются зерновые, ядерные реакторы, котлы, машины и механические приборы, фармацевтические препараты, электрические машины и оборудование, алюминиевые и алюминиевые изделия. Основными товарами, импортируемыми Индией из Грузии, являются удобрения, алюминиевые и алюминиевые изделия, медь и медные изделия.

### Культурные связи
В Грузии популярны индийские фильмы и кухня. Стоит отметить, что в Тбилиси есть несколько индийских ресторанов. Существует небольшой интерес к языку хинди среди грузин.
30 июня 2014 года в Тбилиси, при поддержке Фонда Ганди, открыт Институт многопрофильной дипломатии, с целью продвижения идей Ганди в Грузии.
По состоянию на июль 2016 года в Грузии проживало около 2000 индийских граждан, почти половина из которых являлись студентами Тбилисского государственного медицинского университета. Около 200 человек — сотрудники индийских компаний, занимающихся развитием инфраструктурного сектора, бизнесом и сельским хозяйством.

### Образование
Граждане Грузии имеют право на получение стипендий в рамках Программы индийского технического и экономического сотрудничества. Индийский совет по культурным связям (ICCR) предоставляет стипендии для грузин для обучения студентов и аспирантов в университетах Индии.

### Гуманитарная помощь
В декабре 1994 года Индия направила гуманитарную помощь в Абхазию.